# 6e Bureau politique du Parti communiste chinois

Le 6e Bureau politique du Parti communiste chinois est l'organe dirigeant principal du Parti communiste chinois, élu par le Comité central du Parti, lui-même élu par le 6e congrès national du Parti qui s’est tenu à Moscou en URSS, le 19 juillet 1928. Il est remplacé par le 7e Bureau politique le 19 juin 1945.

## Membres
Les membres du bureau politique sont les suivants :
Par ordre de préséance
1. Su Zhaozheng (苏兆征)
2. Xiang Ying (项英)
3. Zhou Enlai (周恩来)
4. Xiang Zhongfa（向仲发）
5. Qu Qiubai (瞿秋白)
6. Cai Hesen (蔡和森)
7. Zhang Guotao (张国焘)

### Autres membres
Par ordre de préséance
1. Guan Xiangying (关向应)
2. Li Lisan (李立三)
3. Luo Dengxian (罗登贤)
4. Peng Pai (彭湃)
5. Yang Yin (杨殷)
6. Lu Futan (卢福坦)
7. Xu Xigen (徐锡根)

## Comité permanent du Bureau politique
Par ordre de préséance
1. Su Zhaozheng
2. Xiang Zhongfa
3. Xiang Ying
4. Zhou Enlai
5. Cai Hesen